# Référence neutre
En droit québécois, la référence neutre désigne le mode uniforme de citations jurisprudentielles qui est très largement favorisé dans la rédaction juridique depuis le début du XXIe siècle. 

## Référence neutre
La référence neutre contient trois composantes : l'année de la décision, l'identifiant du tribunal et le numéro de séquence de la décision. Elle figure immédiatement après l'intitulé nominatif de la décision. 
Par exemple, dans l'arrêt R. c. Jordan, 2016 CSC 27, l'intitulé nominatif est R. c. Jordan et la référence neutre est 2016 CSC 27. Dans une rédaction juridique, un auteur se contente généralement d'inclure l'intitulé nominatif dans le corps du texte, tout en citant la référence neutre dans les notes de bas de page.  

## Autres types de références juridiques